# Калашников, Николай Алексеевич
Николай Алексеевич Калашников — советский хозяйственный и политический деятель.

## Биография
Родился в 1934 году в селе Крутец. Член КПСС.
В 1949—2001 гг. — разнорабочий Земетченского районного отделения организации по заготовке скота, старший буровой рабочий, сменный буровой мастер Кушвинской геологоразведочной партии, военнослужащий Советской армии, буровой мастер Кушвинской геологоразведочной партии, мастер производственного обучения строительного училища № 44 города Кушва, помощник машиниста, машинист экскаватора Гороблагодатского рудоуправления Нижнетагильского металлургического комбината имени В. И. Ленина Министерства чёрной металлургии СССР.
Указами Президиума Верховного Совета СССР от 21 апреля 1975 года и 2 марта 1981 года награждён орденами Трудовой Славы 3-й и 2-й степени.
Указом Президиума Верховного Совета СССР от 28 января 1986 года награждён орденом Трудовой Славы 1-й степени, став полным кавалером ордена Трудовой Славы.
Делегат XXVI съезда КПСС.
Почётный гражданин города Кушвы.
Умер в 2019 году в Кушве.